# Jonas Aden
Jonas Aden, znany także jako Aden Foyer, właśc. Jonas Engelschiøn Mjåset (ur. 8 września 1996 w Asker) – norweski DJ i producent muzyczny, a także piosenkarz.
Zaczął komponować piosenki, kiedy miał 13 lat. W 2015 wydał nieoficjalne remiksy hitów: „Lean On”, „Heads Will Roll” i „Secrets”, a także – we współpracy z Robbym Eastem – swój pierwszy oficjalny singiel – „Fall Under Skies”, który uzyskał milion streamów w ciągu kilku tygodni i dostał się do 22. miejsca listy przebojów „Beatport House”. W 2016 wydał utwór „Temple”, który zajął 40. miejsce na liście „Beatport House Charts”.
Od 2018 prowadzi kanał w serwisie YouTube, na którym publikuje materiały wideo o tematyce muzycznej. Znajdują się tam m.in. poradniki tworzenia muzyki. W 2019 zyskał popularność dzięki utworom: „Your Melody”, „I Don't Speak French (Adieu)”, „Riot” i „Tell Me a Lie”.
W 2023 zadebiutował jako piosenkarz utworem „The Ballet Girl”, który stał się przebojem i z którym uczestniczył w konkursie o Bursztynowego Słowika podczas Top of the Top Sopot Festivalu 2023.

## Dyskografia

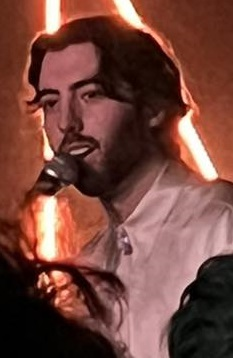
Foyer (2024)

### Jako Jonas Aden
Single
- 2015 – „What You Want”
- 2015 – „Fall Under Skies” (Jonas Aden i Robby East)
- 2016 – „Temple”
- 2016 – „Young God”
- 2016 – „Feel My Soul”
- 2016 – „Take Me Away” (Jonas Aden i Brooks)
- 2016 – „Breathe” (Jonas Aden vs. Kings)
- 2017 – „David & Goliath”
- 2018 – „I Dip You Dip”
- 2019 – „Meet You”
- 2019 – „Blackbird” (Jonas Aden, ELS)
- 2019 – „I Don't Speak French (Adieu)” (Jonas Aden, RebMoe)
- 2019 – „Your Melody” (Jonas Aden, Mesto)
- 2019 – „Riots” (Jonas Aden, Brooks)
- 2019 – „Tell Me a Lie”
- 2020 – „My Love Is Gone”
- 2020 – „Late At Night”

Remiksy
| Oryginalny wykonawca          | Tytuł                      |
| ----------------------------- | -------------------------- |
| Tiësto & KSHMR                | Secrets                    |
| Major Lazer & DJ Snake ft. MØ | Lean On                    |
| Yeah Yeah Yeahs vs. A-Trak    | Heads Will Roll            |
| Rihanna                       | Bitch Better Have My Money |
| Tiësto & Don Diablo           | Chemicals                  |
| Mike Posner, SeeB             | I Took a Pill In Ibiza     |
| Justin Timberlake             | Can’t Stop the Feeling!    |
| Zedd, Katy Perry              | 365                        |
| Tiësto, Rita Ora              | Ritual                     |

### Jako Aden Foyer
Single
- 2023 – „The Ballet Girl”
- 2023 – „You Face on Christmas Day”
- 2024 – „Hello Radio”

Minialbumy (EP)
- The Ballet Girl (2023)